# 12 злобных зрителей
«12 злобных зрителей» (12 33) — одна из первых программ телеканала MTV Россия, выходившая с длительными перерывами с 10 июля 1999 года по 14  января 2022 года.
Первое возвращение в эфир — 18 сентября 2003 года, повторное закрытие 28 декабря 2007 года.
Второе возвращение в эфир произошло 17 октября 2008 года под названием «13 злобных зрителей», но 13 сентября 2009 года произошло третье закрытие.
Третье возвращение в эфир произошло 14 апреля 2017 года, но 14 января 2022 года произошло четвертое закрытие.
Основные правила программы: 12 зрителей в студии просматривают несколько новых видеоклипов и каждый участник даёт ему свою оценку: нравится, не нравится или воздерживается от оценки.
У программы за всё время её существования несколько раз менялась концепция и телеведущие.

## Ведущие программы
- Яна Чурикова (10 июля 1999 — 29 декабря 2001, 14 апреля 2017 — 20 октября 2018)
- Михаил Рольник (ноябрь 1999)
- Андрей Григорьев-Апполонов (2 сентября 2000, 26 января — 1 июня 2002)
- Пьер Нарцисс (март 2001)
- Александр Маршал (23 февраля 2002)
- Таня Геворкян (18 сентября 2003 — 15 июля 2004)
- Михаил Гребенщиков (2 сентября 2004 — 26 декабря 2006)
- Юрий Пашков (31 января — 28 декабря 2007)
- Тая Катюша (2008)
- Таир Мамедов (2008—2009)
- Тата Меграбян (9 марта и 4 апреля 2018)
- Артём Колесников (27 октября 2018 — 14 января 2022)

## История
Программа впервые появилась в 1999 году, одним из её авторов был Борис Зосимов. Формат был взят по образцу американской программы 12 Angry Viewers, которая выходила на местном MTV, но вскоре была закрыта. Ведущей была Яна Чурикова, в некоторых выпусках по одному разу её заменяли Пьер Нарцисс, Михаил Рольник и Таня Геворкян. 12 участников просматривали клип и давали свою оценку. С 2001 года в каждый выпуск приглашалась «звезда» в качестве защитника. В конце выбирался лучший и худший клип программы, а самый «злобный» участник переходил в следующую передачу.
В январе 2002 года программу покинула Яна Чурикова, с 60-го выпуска (телеэфир 26 января 2002 года) новым ведущим стал участник группы «Иванушки International» Андрей Григорьев-Апполонов, также изменился формат студии. Последний выпуск прошёл 1 июня 2002 года, были приглашены Михаил Козырев, Юрий Аксюта, Артемий Троицкий, Юрий Айзеншпис, Владимир Матецкий, Иосиф Пригожин, Александр Толмацкий, Александр Шульгин и Борис Зосимов. Последним обсуждаемым клипом программы был клип на песню «Золотые облака» группы «Иванушки International». Перезапуск 2002 года вызвал критическую реакцию со стороны Константина Григорьева: по его мнению, некогда острое и яркое шоу с приходом нового ведущего превратилось в «ответвление бизнеса Матвиенко, где „Иванушек“ критиковать нельзя».
Осенью 2003 года программу вновь открыли почти в неизменной концепции, ведущей стала Татьяна Геворкян. С сентября 2004 года по декабрь 2006 года программу вёл Михаил Гребенщиков.
С января по декабрь 2007 года — Юрий Пашков. Программа снова прекратила выход в эфир 28 декабря 2007 года.
17 октября 2008 года программа снова появилась в эфире в рамках тринадцати премьер нового сезона.
Название было изменено на «13 Злобных Зрителей», ведущей стала VJ MTV Тая Катюша.
Концепция программы осталась прежней. Участники программы обсуждали видеоклипы и отдавали свои голоса, выбирая лучший и худший видеоклип. Но теперь к 12 участникам присоединялся один лучший «злобный зритель» прошлой программы.
В конце осени 2008 года формат программы снова претерпел изменения — она стала проходить в формате ток-шоу. Теперь на месте «злобных зрителей» известные люди, а в студии также присутствовали обычные зрители, из которых выбирался 13-й злобный зритель. Количество обсуждаемых видеоклипов сократилось до трёх. Ведущим стал Таир Мамедов.
29 декабря 2008 года был показан спецвыпуск «Новогодняя дуэль». С 22 марта по 20 апреля 2009 года в эфир выходили спецвыпуски программы, посвящённые Кинонаградам MTV, участниками которых были КИНОзрители.
13 сентября 2009 года был показан последний выпуск — «Клуб. Ликвидация», посвящённый одноимённому сериалу (был повторён 9 ноября того же года). После чего передачу закрыли в третий раз.
С 11 февраля 2013 года в ночном (будние дни) и дневном (выходные дни) эфире MTV Russia начат показ старых выпусков «12 злобных зрителей» и «13 злобных зрителей» (с 5 марта 2013 года). По информации на сайте MTV Russia показ планировали продолжать до мая 2013 года, но в конце марта 2013 года показ старых передач был прерван. Как известно, в ночь с 30 на 31 мая 2013 года телеканал MTV Russia прекратил своё существование в общедоступном эфире.
14 апреля 2017 года был показан первый выпуск программы в обновлённом формате уже на кабельном телеканале MTV Россия. Ведущей программы снова стала Яна Чурикова, её гостями стали известные деятели шоу-бизнеса и музыкальные обозреватели. Первый выпуск был посвящён альбому Ивана Дорна Open the Dorn и клипам, вошедшим в него.

## Время выхода в эфир
- С 10 июля 1999 по 1 июня 2002 года премьерные выпуски выходили по субботам в 0:30, повтор в воскресенье в 18:00 и затем в понедельник в 10:00 (для зрителей Москвы и Подмосковья, смотревших программу на канале «Телеэкспо»).
- С 18 сентября 2003 по 25 августа 2005 года премьерные выпуски выходили по четвергам в 20:00.
- С 3 сентября 2005 по 28 декабря 2007 года премьерные выпуски выходили по субботам в 17:00.
- С 17 октября по 29 декабря 2008 года премьерные выпуски выходили по пятницам в 21:00/21:10, повтор выпуска выходил в воскресенье в 18:00.
- С 11 января по 13 сентября 2009 года премьерные выпуски выходили по воскресеньям в 11:10/18:00, повтор выпуска выходил также в понедельник в 11:10.
- C 14 апреля 2017 по 14 января 2022 года премьерные выпуски выходили по пятницам в 19:00.